# Karin Lambrigger
Karin Lambrigger (17 ottobre 1972) è un'ex sciatrice alpina svizzera.

## Biografia
Slalomista pura originaria di Leukerbad, in Coppa del Mondo la Lambrigger ottenne il primo piazzamento il 28 novembre 1993 a Santa Caterina Valfurva (28ª), conquistò il miglior risultato il 28 gennaio 1996 a Saint-Gervais-les-Bains (7ª) e prese per l'ultima volta il via il 28 dicembre 1997 a Lienz, senza completare la prova; si ritirò al termine di quella stessa stagione 1997-1998 e la sua ultima gara fu lo slalom speciale dei Campionati svizzeri 1998, disputato il 22 marzo a Obersaxen e chiuso dalla Lambrigger al 15º posto. Non prese parte a rassegne olimpiche o iridate.

## Palmarès

### Coppa del Mondo
- Miglior piazzamento in classifica generale: 57ª nel 1996

### Campionati svizzeri
- 1 medaglia (dati dalla stagione 1994-1995):
  - 1 bronzo (slalom speciale nel 1996)